# Helium-4
Helium-4 (též helium 4, značka 4He) je těžší a mnohem běžnější izotop helia, tvoří asi 99,999 86 % helia v přírodě. Jeho jádro se skládá z 2 protonů a 2 neutronů a nazývá se částice alfa.

## Výskyt
Hlavním zdrojem 4He na Zemi je alfa rozpad těžkých prvků.
Ve vesmíru vzniká hlavně jadernou syntézou vodíku v proton-protonovém cyklu. 
Tvoří asi čtvrtinu běžné hmoty ve vesmíru, téměř všechna ostatní hmota je tvořena vodíkem.

## Vlastnosti

Helium II se „vyplazí“ po povrchu nádoby, aby našlo svoji vlastní hladinu – po krátké chvíli se hladiny v obou nádobách vyrovnají. Rollinova vrstva též pokryje vnitřek větší nádoby; kdyby nebyla zavřená, hélium II by se vyplazilo ven a uniklo.

Když se 4He ochladí pod teplotu 2,17 K (-270,98 °C), stává se supratekutým (He II), což znamená, že jeho viskozita je nulová a tedy protéká např. trubicemi s neměřitelným odporem.

## Atom
Atom helia je nejmenší a zároveň po atomu vodíku druhý nejjednodušší atom.
Jde také o nejjednodušší atom, jehož valenční (okrajová) slupka elektronového obalu je zcela zaplněná a patří tedy mezi vzácné plyny.